# Rittenhouse Square
Rittenhouse Square es un barrio, que incluye una plaza homónima con un parque público, situado en el Centro de Filadelfia (Pensilvania, Estados Unidos). Rittenhouse Square se refiere a menudo específicamente a la plaza, mientras el barrio en su conjunto es conocido simplemente como Rittenhouse. El parque es uno de los cinco parques originales planificados por William Penn y su topógrafo Thomas Holme para la ciudad a finales del siglo xvii.
Junto con Fitler Square, el barrio de Rittenhouse y la plaza contienen el distrito histórico Rittenhouse–Fitler. El parque de Rittenhouse Square es mantenido por la organización sin ánimo de lucro The Friends of Rittenhouse Square. La plaza interrumpe la calle 19 entre Walnut Street y media manzana al norte de Manning Street. Está delimitada por la calle 18 al este, Walnut Street al norte, Rittenhouse Square West al oeste y Rittenhouse Square South al sur, lo que hace que sea aproximadamente un cuadrado de una manzana y media de longitud a cada lado. Locust Street también es interrumpida por Rittenhouse Square, tanto al este como al oeste de la plaza.

## Historia

### SigloXIX

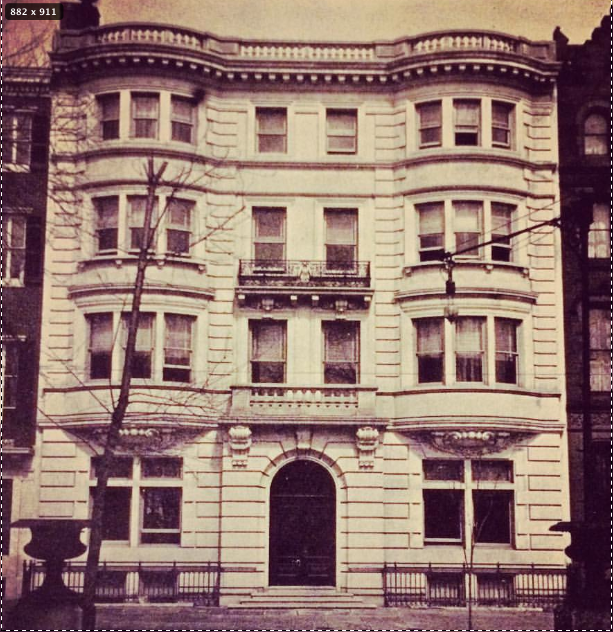
La antigua residencia del congresista estadounidense James Harper en el 1811 de Walnut Street, actual sede del Rittenhouse Club.

Llamada originalmente Southwest Square, Rittenhouse Square fue renombrada en 1825 en honor a David Rittenhouse, un descendiente del primer fabricante de papel de Filadelfia, el inmigrante alemán William Rittenhouse. La fábrica de papel original de William Rittenhouse es conocida como Rittenhousetown y se encuentra en el entorno rural del Fairmount Park, a lo largo del arroyo conocido como Paper Mill Run. David Rittenhouse era un fabricante de relojes y simpatizante de la Revolución estadounidense, así como un destacado astrónomo; también lleva su nombre un cráter lunar.
A principios del siglo xix, a medida que la ciudad se expandía continuadamente desde el río Delaware hacia el río Schuylkill, resultó evidente que Rittenhouse Square se convertiría en una dirección muy deseable. James Harper, un comerciante y fabricante de ladrillos que se había retirado recientemente del Congreso de los Estados Unidos, fue la primera persona que construyó en la plaza, comprando la mayor parte de su lado norte y erigiendo una residencia señorial para él mismo en el 1811 de Walnut Street en torno al año 1840. Habiendo establecido así el tono residencial aristocrático que definiría posteriormente la plaza, dividió el resto del terreno en parcelas de generosas proporciones y las vendió. Puesta en venta tras la muerte del congresista, la casa de Harper se convertiría en la sede del exclusivo Rittenhouse Club, que modificó su fachada en torno a 1901.
Desde 1876 hasta 1929, Rittenhouse Square fue el lugar de residencia de varias familias adineradas, incluidas las del presidente del Pennsylvania Railroad, Alexander Cassatt, el empresario inmobiliario William Weightman III, el fundador de los grandes almacenes homónimos John Wanamaker, el director de la Comisión de Urbanismo de Filadelfia, Edmund Bacon, y su hijo, el actor Kevin Bacon, entre otros.

### SigloXX

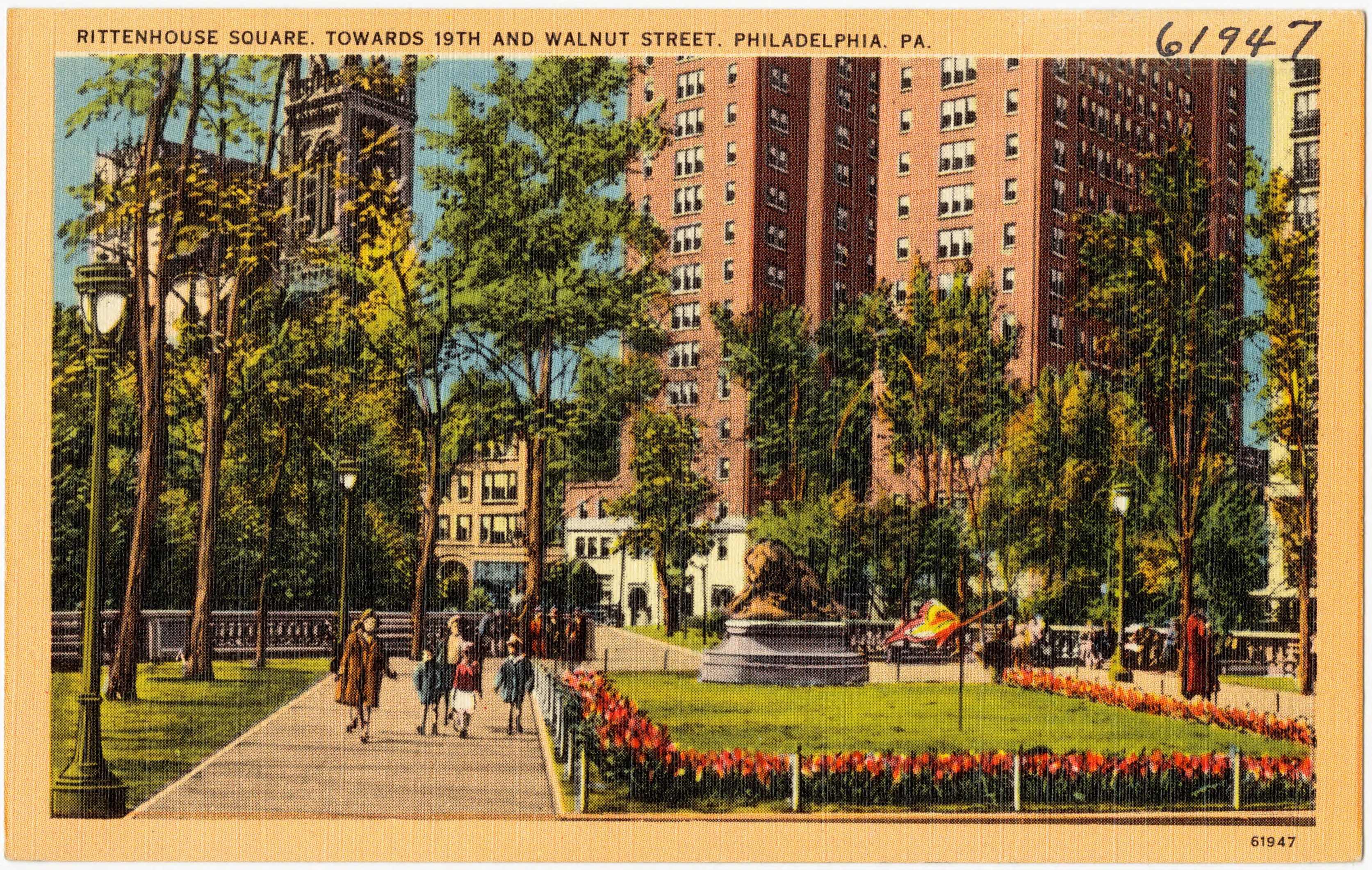
Una postal de principios del siglo xx de Rittenhouse Square mirando hacia la calle 19 y Walnut Street.

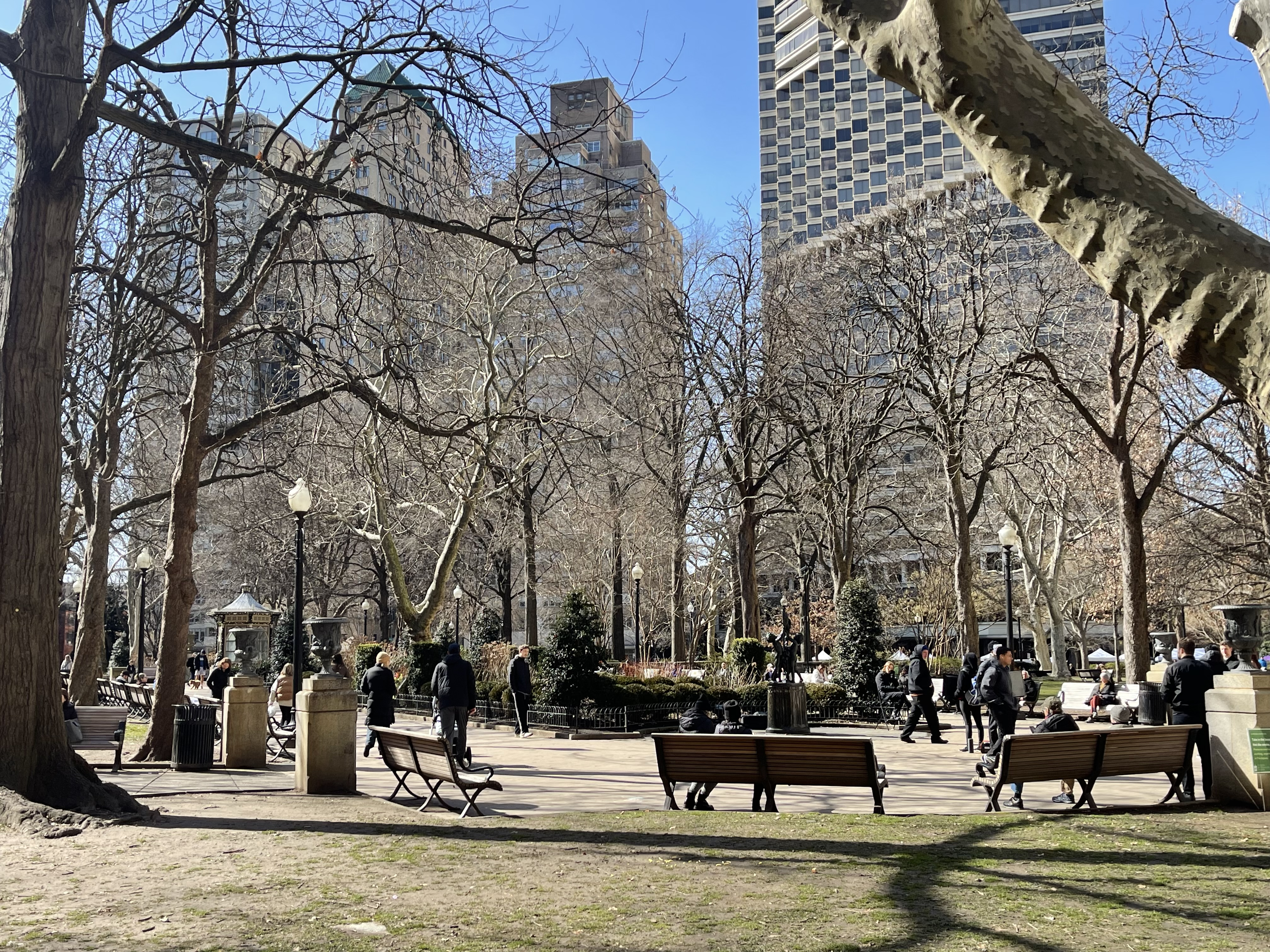
Rittenhouse Square en 2024.

John Notman y Frank Furness construyeron en Rittenhouse Square edificios elegantes, como iglesias y clubes. En el año 1913 se produjeron cambios en la disposición de la plaza cuando el arquitecto francés Paul Philippe Cret rediseñó algunos elementos de ella para que se pareciera a París y los jardines franceses. Estos rediseños incluyen entradas clásicas y elementos de piedra que se añadieron a las barandillas, estanques y fuentes. Después de la Segunda Guerra Mundial, Rittenhouse Square añadió a su arquitectura edificios modernos residenciales y de oficinas como consecuencia del boom inmobiliario de la ciudad y del país. Rittenhouse Square albergaba históricamente mansiones victorianas, pero actualmente han sido sustituidas en gran parte por rascacielos de apartamentos que alojan a los residentes del barrio, aunque todavía se conservan edificios destacados de estilo italianizante y art déco.
La periodista y escritora Jane Jacobs ha escrito sobre las adiciones de Cret al parque que todavía pueden verse en la actualidad. Rittenhouse Square es la que menos ha cambiado de las plazas originales de la ciudad. No obstante, en las parcelas vacías se construyeron apartamentos y hoteles, y muchas de las mansiones originales fueron sustituidas con edificios de apartamentos como el Claridge y el Savoy. Jane Jacobs se centró en analizar dos ideas principales del rediseño de Paul Philippe Cret, su complejidad y su simetría. En comparación con las otras cuatro plazas originales de Filadelfia, Rittenhouse Square ha sobrevivido a propuestas que podrían haber alterado tanto su disposición física como su carácter.
A mediados del siglo xx, en el Centro de Filadelfia eran comunes los conflictos entre las comunidades homosexual y heterosexual. Los gais y las lesbianas vivían con frecuencia alrededor de Rittenhouse Square y veían el parque como una zona segura. Los hombres gais usaban el parque para encontrar a otros hombres. Los hippies y gais de antes de Stonewall también formaron sus propios grupos allí.

## Arte y cultura

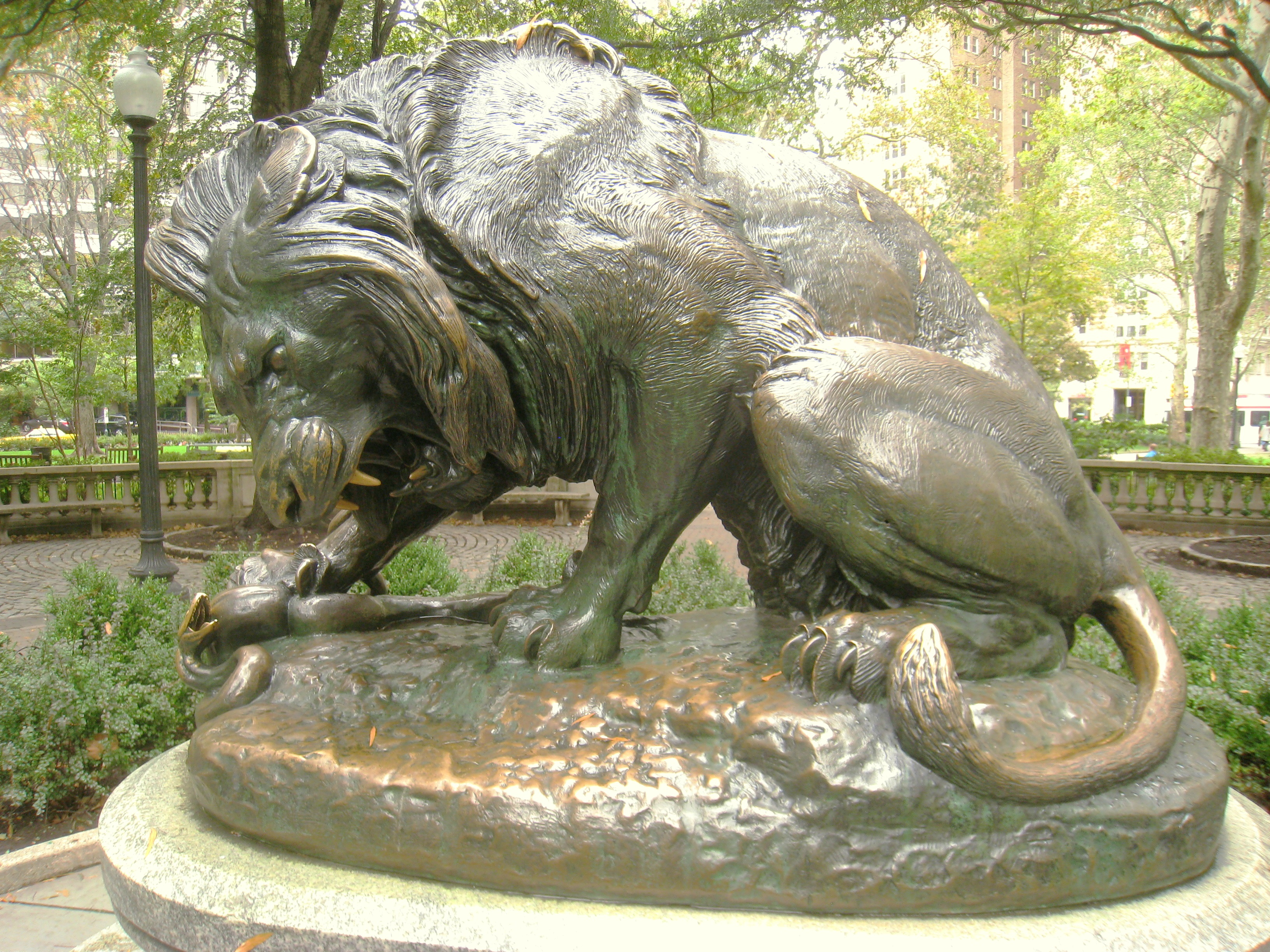
León con una serpiente, una estatua de Antoine-Louis Barye erigida en 1832.

Rittenhouse Square está rodeada por rascacielos residenciales, apartamentos de lujo, una torre de oficinas, varios restaurantes populares, una librería Barnes & Noble que cerró recientemente, un Starbucks que ha sido el centro de una controversia por discriminación racial y un hotel de cinco estrellas. Su césped y sus decenas de bancos son destinos populares a la hora del almuerzo para los residentes y trabajadores del Centro de Filadelfia, mientras sus estatuas del león y la cabra son lugares de reunión frecuentes para los niños pequeños y sus padres. El parque es también un destino popular para pasear al perro para los residentes de la zona, como mostró la película En sus zapatos. La plaza fue analizada en una perspectiva favorable por Jane Jacobs en su obra seminal The Death and Life of Great American Cities.
El barrio de Rittenhouse Square alberga la sede de numerosas instituciones culturales, incluido el Instituto de Música Curtis, la Orquesta Juvenil de Filadelfia, la Ethical Society, la Philadelphia Art Alliance, el Rosenbach Museum & Library, Plays & Players, la Wine School of Philadelphia y el Civil War and Underground Railroad Museum. Delancey Place es una tranquila calle histórica rodeada por mansiones de la época de la Guerra de Secesión y situada solo dos manzanas al sur de la plaza, que ha sido escenario de muchas películas de Hollywood.
La plaza contiene varias obras de arte público. Entre ellas está un busto en bajorrelieve de J. William White realizado por Robert Tait McKenzie. La cabra Billy fue creada por el filadelfiano Albert Laessle, quien también diseñó la estatua Pingüinos situada en el Zoo de Filadelfia.

## Educación
Los residentes de Rittenhouse Square están adscritos a la Albert M. Greenfield School para los cursos desde preescolar hasta la enseñanza secundaria; todas las personas asignadas a Greenfield están adscritas al Benjamin Franklin High School. Previamente, el barrio estaba adscrito al South Philadelphia High School.
El Instituto de Música Curtis, la Universidad de las Artes y el Peirce College se encuentran en el barrio de Rittenhouse Square. Asimismo, la Biblioteca Pública de Filadelfia gestiona el Philadelphia City Institute en la planta baja y la primera planta de un edificio de apartamentos situado en el 1905 de Locust Street y conocido como 220 West Rittenhouse Square.

## Transporte
Se puede alcanzar Rittenhouse Square a través de varios medios de transporte público.
La Línea Verde del Metro de Filadelfia tiene una estación en la calle 19 con Market Street, dos manzanas al norte de la plaza. Cuatro manzanas al este se encuentra la estación Walnut–Locust de la Línea de la Calle Broad.
Todas las líneas del Ferrocarril Regional SEPTA paran en la Suburban Station, unas seis manzanas al noreste de la plaza. La PATCO Speedline, un sistema de metro que conecta Filadelfia y el sur de Nueva Jersey, tiene su estación terminal occidental en la calle 16 con Locust Street, dos manzanas al este de la plaza.
Los autobuses 9, 12, 21 y 42 de la SEPTA discurren hacia el oeste por Walnut Street. El 17 discurre hacia el norte por la calle 20 y hacia el sur por la calle 19 y Rittenhouse Square West, y el 2 discurre hacia el norte por la calle 16 y hacia el sur por la calle 17.

## En la cultura popular
Rittenhouse Square es una película de 2022 protagonizada por Nick Nolte sobre un joven cantante y un veterano sin hogar que remedian tiempos oscuros con amistad y música en Filadelfia y Rittenhouse Square, que dio nombre a la película, una gran parte de la cual también fue grabada en Rittenhouse Square.
Entre las películas con escenas grabadas en Rittenhouse Square o referencias a ella se encuentran Rocky II (1979), Trading Places (1983) y The Happening (2008), entre otras.